# Emilio Escudero Yangüela
Pour les articles homonymes, voir Escudero.
Le Père Emilio Escudero Yangüela (1935-2012) est un missionnaire espagnol qui a servi près d'un demi-siècle au Mali précisément dans le diocèse de Sikasso.

## Biographie
Né en 1935 à Léon (son diocèse d'origine en Espagne), le Père Yanguëla a été ordonné prêtre en février 1959 à Madrid. 
Durant son séjour à Sikasso, il a mis en place le centre de recherche pour la sauvegarde et la promotion de la culture sénoufo. 
Le Père Emilio Escudero Yangüela est mort en novembre 2012 à Valencia en Espagne.